# Jean-Jacques Bertrand
Pour les articles homonymes, voir Jean-Jacques Bertrand (homonymie) et Bertrand.
Jean-Jacques Bertrand, né le 20 juin 1916 à Sainte-Agathe-des-Monts et mort le 22 février 1973 à Montréal, est un homme politique québécois. Il est premier ministre du Québec du 2 octobre 1968 au 12 mai 1970 sous la bannière de l'Union nationale.

## Biographie

### Début de carrière
Après avoir étudié à l'Université d'Ottawa et à l'Université de Montréal, il est admis au Barreau du Québec en 1941.

### Ministre sous Daniel Johnson (1966-1968)
Bertrand exerce les fonctions de ministre de l'Éducation et de ministre de la Justice au sein du gouvernement de Daniel Johnson et lui succède lorsque ce dernier meurt dans l'exercice de ses fonctions.

### Premier ministre du Québec (1968-1970)
En 1969, l'une des premières polyvalentes du territoire de la Commission scolaire régionale Honoré-Mercier est inaugurée en son nom pour l'honorer. Celle-ci est située à Farnham, au Québec . Cette même année, à la suite de la crise de Saint-Léonard, où la commission scolaire de Saint-Léonard, à Montréal, annonçait que seules les écoles de langue française ouvriraient leur porte à l'automne 1968, provoquant la colère de la communauté anglophone, le gouvernement de Bertrand introduit le projet de loi 63 qui garantit explicitement le droit aux parents de choisir la langue d'éducation de leurs enfants.
Ce projet, censé renforcer les protections de la langue française, facilitera en réalité le passage vers l'école anglaise. Cette décision extrêmement impopulaire provoquera des émeutes et des manifestations de la communauté francophone, ainsi que la défection de nombreux militants de l'Union nationale vers le Parti québécois. Aux élections de 1970, Bertrand et l'Union nationale sont défaits. Il est chef de l'opposition jusqu'au 19 juin 1971.
Il perd l'élection de 1970. Le 6 novembre, peu de temps après le conseil national du parti, il annonce qu'il quitte la direction. Un congrès à sa succession sera convoqué pour le mois de juin 1971. Son successeur sera l'ancien ministre Gabriel Loubier.
Son fils, Jean-François Bertrand, deviendra député de Vanier et ministre dans le gouvernement péquiste de René Lévesque. Son épouse, Gabrielle Bertrand (née Giroux), sera députée de Brome-Missisquoi dans le gouvernement conservateur de Brian Mulroney à la Chambre des communes du Canada entre 1984 et 1993.

### Mort
Jean-Jacques Bertrand meurt en fonction le 22 février 1973 à Montréal, à l'âge de 56 ans. Trois jours plus tard, le 25 février, il est inhumé au cimetière de la paroisse Sainte-Rose-de-Lima de Cowansville.

## Toponymie
- Une école secondaire porte son nom à Farnham ;
- Un parc porte son nom à Saint-Hubert ;
- Un parc et une rue portent son nom à Vaudreuil-Dorion[5],[6] ;
- Un boulevard porte son nom de Cowansville à Dunham [7],[8] ;
- L'édifice d'un palais de justice porte son nom à Cowansville [9],[10]
- Un pont sur la rivière Richelieu, reliant Lacolle à Noyan, porte aussi son nom [11] ;
- Une rue porte son nom dans la ville de Québec [12].

## Résultats électoraux
|       | Nom                      | Parti               | Nombre de voix | %      | Maj.  |
| ----- | ------------------------ | ------------------- | -------------- | ------ | ----- |
|       | Jean-Jacques Bertrand    | Union nationale     | 5 899          | 53,7 % | 1 086 |
|       | Henri Gosselin (sortant) | Libéral             | 4 813          | 43,9 % | -     |
|       | Georges-Aimé Chevalier   | Union des électeurs | 263            | 2,4 %  | -     |
| Total | Total                    | Total               | 10 975         | 100 %  |       |

|       | Nom                             | Parti           | Nombre de voix | %      | Maj.  |
| ----- | ------------------------------- | --------------- | -------------- | ------ | ----- |
|       | Jean-Jacques Bertrand (sortant) | Union nationale | 7 191          | 61,4 % | 2 675 |
|       | Joseph-Hervé Boileau            | Libéral         | 4 516          | 38,6 % | -     |
| Total | Total                           | Total           | 11 707         | 100 %  |       |

|       | Nom                             | Parti           | Nombre de voix | %      | Maj.  |
| ----- | ------------------------------- | --------------- | -------------- | ------ | ----- |
|       | Jean-Jacques Bertrand (sortant) | Union nationale | 7 001          | 56,7 % | 1 658 |
|       | J.-Lionel-André Gauthier        | Libéral         | 5 343          | 43,3 % | -     |
| Total | Total                           | Total           | 12 344         | 100 %  |       |

|       | Nom                             | Parti           | Nombre de voix | %      | Maj.  |
| ----- | ------------------------------- | --------------- | -------------- | ------ | ----- |
|       | Jean-Jacques Bertrand (sortant) | Union nationale | 7 867          | 57,7 % | 2 108 |
|       | J.-Lionel-André Gauthier        | Libéral         | 5 759          | 42,3 % | -     |
| Total | Total                           | Total           | 13 626         | 100 %  |       |

|       | Nom                             | Parti           | Nombre de voix | %      | Maj.  |
| ----- | ------------------------------- | --------------- | -------------- | ------ | ----- |
|       | Jean-Jacques Bertrand (sortant) | Union nationale | 7 630          | 57,4 % | 1 962 |
|       | Gabriel Cloutier                | Libéral         | 5 668          | 42,6 % | -     |
| Total | Total                           | Total           | 13 298         | 100 %  |       |

|       | Nom                             | Parti               | Nombre de voix | %      | Maj.  |
| ----- | ------------------------------- | ------------------- | -------------- | ------ | ----- |
|       | Jean-Jacques Bertrand (sortant) | Union nationale     | 8 788          | 60,1 % | 3 469 |
|       | Gabriel Cloutier                | Libéral             | 5 319          | 36,4 % | -     |
|       | Jean-Christophe Gaétan          | RIN                 | 390            | 2,7 %  | -     |
|       | Lucien Lapointe                 | Ralliement national | 126            | 0,9 %  | -     |
| Total | Total                           | Total               | 14 623         | 100 %  |       |

|       | Nom                             | Parti                 | Nombre de voix | %      | Maj. |
| ----- | ------------------------------- | --------------------- | -------------- | ------ | ---- |
|       | Jean-Jacques Bertrand (sortant) | Union nationale       | 6 789          | 40,2 % | 543  |
|       | Jean-Paul Couture               | Libéral               | 6 246          | 37 %   | -    |
|       | André Fortier                   | Parti québécois       | 2 042          | 12,1 % | -    |
|       | Georges Poulin                  | Ralliement créditiste | 1 804          | 10,7 % | -    |
| Total | Total                           | Total                 | 16 881         | 100 %  |      |

## Résultats électoraux de l'Union nationale sous Bertrand
| Partis | Partis                      | Chef                        | Candidats | Sièges | Sièges | Voix      | Voix   | Voix     |
| Partis | Partis                      | Chef                        | Candidats | 1966   | Élus   | Nb        | %      | +/-      |
| --- | --------------------------- | --------------------------- | --------- | ------ | ------ | --------- | ------ | -------- |
| | Libéral                     | Robert Bourassa             | 108       | 50     | 72     | 1 304 341 | 45,4 % | -1,89 %  |
| | Union nationale             | Jean-Jacques Bertrand       | 108       | 56     | 17     | 564 544   | 19,7 % | -21,17 % |
| | Ralliement créditiste       | Camil Samson                | 99        | -      | 12     | 321 370   | 11,2 % | -        |
| | Parti québécois             | René Lévesque               | 108       | -      | 7      | 662 404   | 23,1 % | -        |
| | NPD Québec                  | Roland Morin                | 13        | -      | -      | 4 374     | 0,2 %  | -        |
| | Parti québécois indépendant | Parti québécois indépendant | 1         | -      | -      | 2 998     | 0,1 %  | -        |
| | Communiste                  | Samuel Walsh                | 1         | -      | -      | 213       | 0 %    | -0,01 %  |
| | Ligue socialiste            |                             | 1         | -      | -      | 145       | 0 %    | -        |
| | Crédit social uni           |                             | 1         | -      | -      | 53        | 0 %    | -        |
| | Indépendant                 | Indépendant                 | 26        | 2      | -      | 12 528    | 0,4 %  | -2,35 %  |
| Total | Total                       | Total                       | 466       | 108    | 108    | 2 872 970 | 100 %  |          |
| Le taux de participation lors de l'élection était de 84,2 % et 57 029 bulletins ont été rejetés. Il y avait 3 478 578 personnes inscrites sur la liste électorale pour l'élection. |                             |                             |           |        |        |           |        |          |

## Archives
Le fonds d’archives de Jean-Jacques Bertrand est conservé au centre d’archives de Québec de la Bibliothèque et Archives nationales du Québec